# Eugenio de las Cuevas Ramírez
Eugenio de las Cuevas Ramírez, noveno y decimotercer alcalde del municipio de Rancagua (Rancagua, 9 de septiembre de 1769-1847). Casado en primer matrimonio con María del Carmen Gamboa Ureta, con quien tuvo un solo hijo, y en segundas nupcias, en 1811, con María Ignacia Vargas Arcaya, quien no le dio descendencia.
Alcalde de Rancagua en dos oportunidades, 1807-1811, debiendo hacerse parte de la causa patriota en el proceso de Independencia, y posteriormente en 1817-1818, bajo la administración de Bernardo O'Higgins, de quien fue fiel colaborador. 
En octubre de 1814, cuando sobrevino el Desastre de Rancagua, Eugenio de las Cuevas era miembro del Cabildo de Rancagua, como vocal, además de Teniente Gobernador de la zona. Durante el período de la Reconquista debió huir del país junto a los patriotas, formando parte del Ejército Libertador de Los Andes, en la recuperación de la independencia tras Chacabuco (1817). Con posterioridad, siguió en la vida pública hasta 1823.
| Predecesor: Pablo de Mendoza y Merino | 9º Alcalde de Rancagua 1807-1811  | Sucesor: Antonio de las Cuevas y Mejía |
| Predecesor: Andrés García y Murillo   | 13º Alcalde de Rancagua 1817-1818 | Sucesor: José Manuel de Ortúzar Ibáñez |